# Зайверат
Зайверат (нем. Seiwerath) — община в Германии, в земле Рейнланд-Пфальц. 
Входит в состав района Айфель-Битбург-Прюм. Подчиняется управлению Прюм.  Население составляет 136 человек (на 31 декабря 2010 года). Занимает площадь 8,94 км².